# Olympische Sommerspiele 2008/Leichtathletik – Weitsprung (Männer)

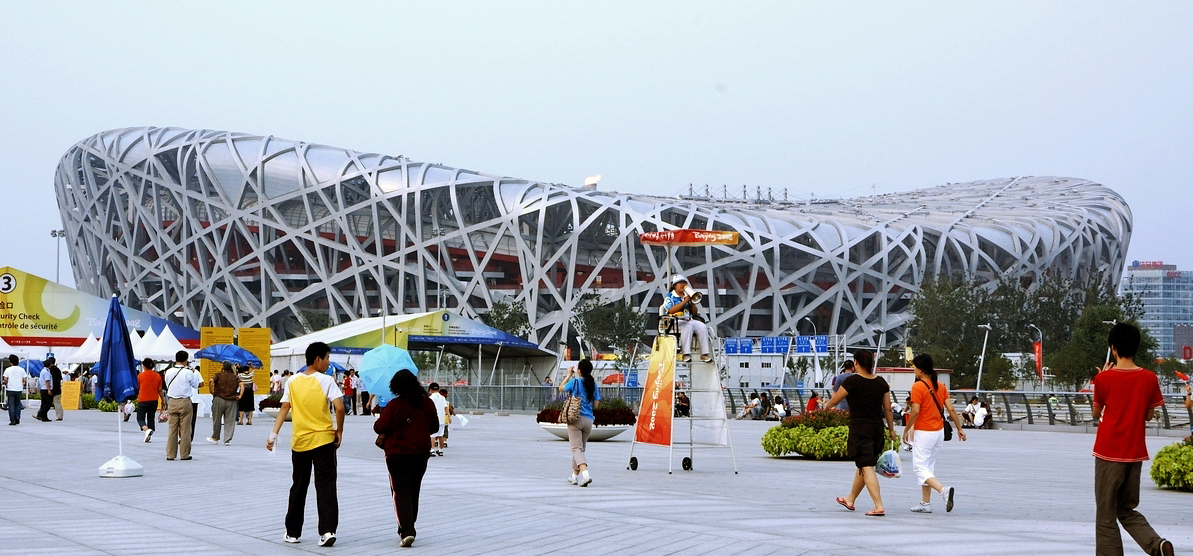
Das Vogelnest – Olympiastadion von Peking

Der Weitsprung bei den Olympischen Spielen 2008 in Peking wurde am 16. und 18. August 2008 ausgetragen. 39 Athleten nahmen daran teil.
Olympiasieger wurde Irving Saladino aus Panama. Die Silbermedaille gewann der Südafrikaner Godfrey Khotso Mokoena. Bronze ging an den Kubaner Ibrahim Camejo.

## Aktuelle Titelträger
| Olympiasieger 2004                      | Dwight Phillips ( USA)                       | 8,59 m | Athen 2004          |
| Weltmeister 2007                        | Irving Saladino ( Panama)                    | 8,57 m | Ōsaka 2007          |
| Europameister 2006                      | Andrew Howe ( Italien)                       | 8,20 m | Göteborg 2006       |
| Panamerikanischer Meister 2007          | Irving Saladino ( Panama)                    | 8,28 m | Rio de Janeiro 2007 |
| Zentralamerika und Karibik-Meister 2008 | Wilfredo Martínez ( Kuba)                    | 8,31 m | Cali 2008           |
| Südamerika-Meister 2007                 | Rogério Bispo ( Brasilien)                   | 7,94 m | São Paulo 2007      |
| Asienmeister 2007                       | Mohamed Salman al-Khuwalidi ( Saudi-Arabien) | 8,16 m | Amman 2007          |
| Afrikameister 2008                      | Yahya Berrabah ( Marokko)                    | 8,04 m | Addis Abeba 2008    |
| Ozeanienmeister 2008                    | Frederic Erin ( Neukaledonien)               | 7,59 m | Saipan 2008         |

## Bestehende Rekorde
| Weltrekord         | 8,95 m | Mike Powell ( USA) | Tokio, Japan                   | 30. August 1991  |
| Olympischer Rekord | 8,90 m | Bob Beamon ( USA)  | Finale OS Mexiko-Stadt, Mexiko | 18. Oktober 1968 |

Der bestehende olympische Rekord wurde bei diesen Spielen nicht erreicht. Mit seinem weitesten Sprung auf 8,34 m im vierten Durchgang des Finales verfehlte Olympiasieger Irving Saladino aus Panama diesen Rekord um 56 Zentimeter. Zum Weltrekord fehlten ihm 61 Zentimeter.

## Doping
Der zunächst fünftplatzierte Kubaner Wilfredo Martínez wurde in Nachtests zu den Olympischen Spielen 2008 und 2012 gemeinsam mit sechzehn weiteren Athleten des Dopings überführt. Bei ihm wurde die Substanz Acetazolamid gefunden. Sein Weitsprung-Resultat hier in Peking wurde ihm aberkannt.
Benachteiligt waren vor allem zwei Athleten:
- Gable Garenamotse, Botswana – Er wäre als im Finale achtplatzierter Teilnehmer zu drei weiteren Sprüngen berechtigt gewesen.
- Stephan Louw, Namibia – Ihm hätte über seine Platzierung als Zwölfter der Qualifikation die Finalteilnahme zugestanden.

## Legende
Kurze Übersicht zur Bedeutung der Symbolik – so üblicherweise auch in sonstigen Veröffentlichungen verwendet:
| – | verzichtet |
| x | ungültig   |

Anmerkung: Alle Weiten sind in Metern (m) angegeben.

## Qualifikation
16. August 2008, 20:00 Uhr
Die Qualifikation wurde in zwei Gruppen durchgeführt. Drei Springer (hellblau unterlegt) übertrafen die direkte Finalqualifikationsweite von 8,15 m. Damit war die Mindestanzahl von zwölf Finalteilnehmern nicht erreicht. So wurde das Finalfeld mit neun weiteren Wettbewerbern aus beiden Gruppen (hellgrün unterlegt) nach den nächstbesten Weiten aufgefüllt. Für die Teilnahme am Finale war so eine Weite von 7,94 m notwendig.

### Gruppe A
- Stephan Louw – ausgeschieden
mit 7,93 m
- Yahya Berrabah – ausgeschieden
mit 7,88 m

| Platz | Name                    | Nation              | 1. Versuch Wind (m/s) | 2. Versuch Wind (m/s) | 3. Versuch Wind (m/s) | Resultat | Anmerkung                              |
| 1     | Louis Tsatoumas         | Griechenland        | 8,27 / +0,1           | –                     | –                     | 8,27     |                                        |
| 2     | Ibrahim Camejo          | Kuba                | 8,23 / +0,5           | –                     | –                     | 8,23     |                                        |
| 3     | Greg Rutherford         | Großbritannien      | 8,16 / −0,1           | –                     | –                     | 8,16     |                                        |
| 4     | Godfrey Khotso Mokoena  | Südafrika           | 8,03 / −0,1           | x                     | 8,14 / +0,3           | 8,14     |                                        |
| 5     | Hussein al-Sabee        | Saudi-Arabien       | 5,47 / +0,3           | 8,04 / −0,4           | x                     | 8,04     |                                        |
| 6     | Luis Felipe Méliz       | Spanien             | x                     | 7,77 / −0,1           | 7,95 / +0,1           | 7,95     |                                        |
| 7     | Gable Garenamotse       | Botswana            | 7,58 / +0,3           | x                     | 7,95 / +0,4           | 7,95     |                                        |
| 8     | Stephan Louw            | Namibia             | 7,73 / +0,1           | x                     | 7,93 / +0,6           | 7,93     | eigentlich für das Finale qualifiziert |
| 9     | Yahya Berrabah          | Marokko             | 7,88 / +0,1           | x                     | x                     | 7,88     |                                        |
| 9     | Tommi Evilä             | Finnland            | x                     | x                     | 7,88 / 0,2            | 7,88     |                                        |
| 11    | Salim Sdiri             | Frankreich          | x                     | x                     | 7,81 / ´0,3           | 7,81     |                                        |
| 12    | Sebastian Bayer         | Deutschland         | x                     | 7,43 / +0,1           | 7,77 / ±0,0           | 7,77     |                                        |
| 13    | Hugo Chila              | Ecuador             | 7,77 / +0,2           | x                     | x                     | 7,77     |                                        |
| 14    | Mauro Vinícius da Silva | Brasilien           | x                     | 7,75 / −0,1           | x                     | 7,75     |                                        |
| 15    | Li Runrun               | Volksrepublik China | 7,70 / +0,2           | x                     | 7,53 / +0,1           | 7,70     |                                        |
| 16    | Morten Jensen           | Dänemark            | x                     | 7,58 / +0,3           | 7,63 / −0,1           | 7,63     |                                        |
| 17    | Marcin Starzak          | Polen               | x                     | x                     | 7,62 / −0,2           | 7,62     |                                        |
| 18    | Henry Dagmil            | Philippinen         | 7,58 / ±0,0           | x                     | x                     | 7,58     |                                        |
| 19    | Nikolaj Atanassow       | Bulgarien           | x                     | x                     | 7,54 / −0,5           | 7,54     |                                        |
| 20    | Wladimir Maljawin       | Russland            | 7,32 / −0,2           | 7,35 / −0,1           | x                     | 7,35     |                                        |
| DNS   | Issam Nima              | Algerien            |                       |                       |                       |          |                                        |

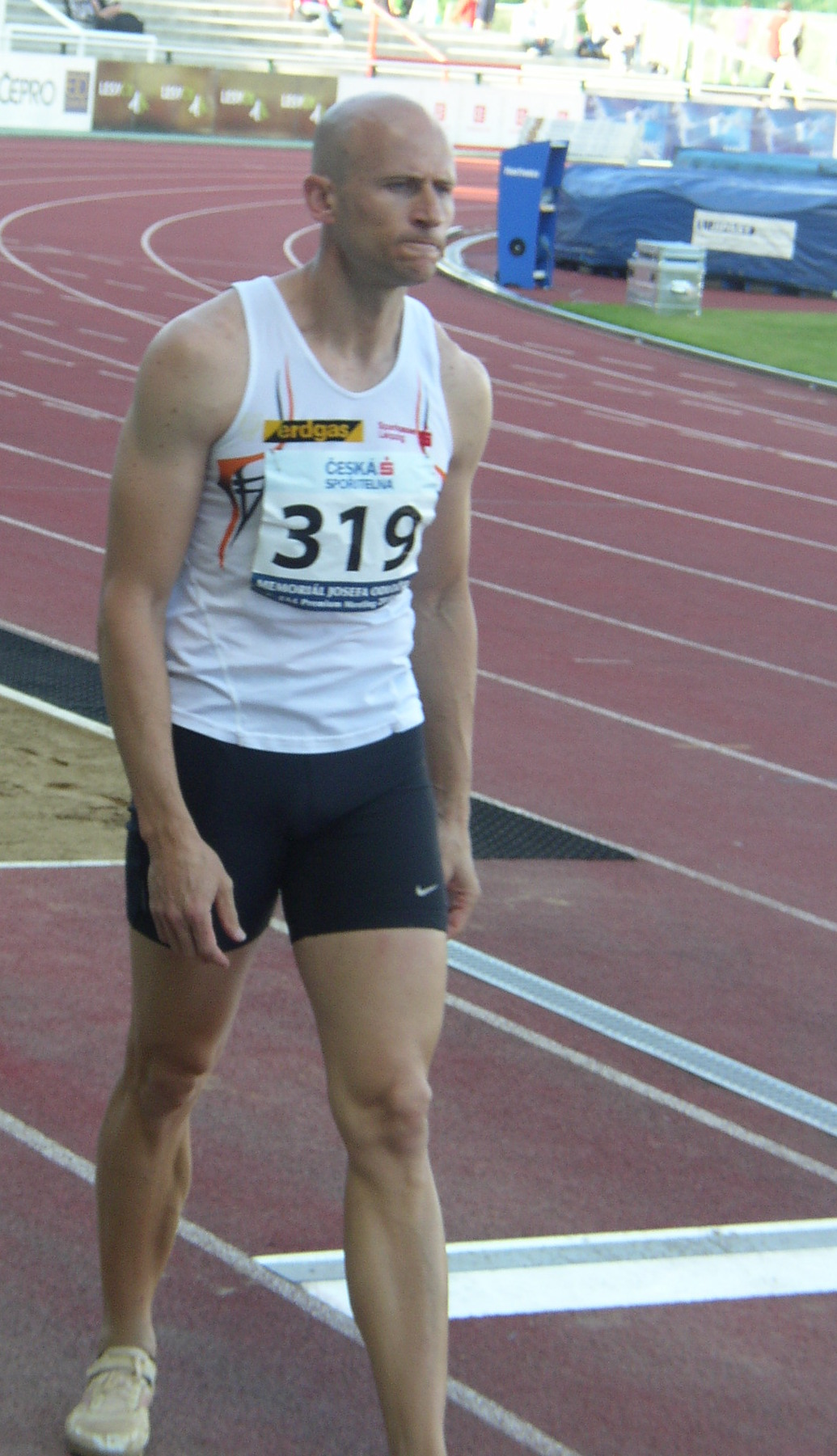
Stephan Louw – ausgeschieden mit 7,93 m
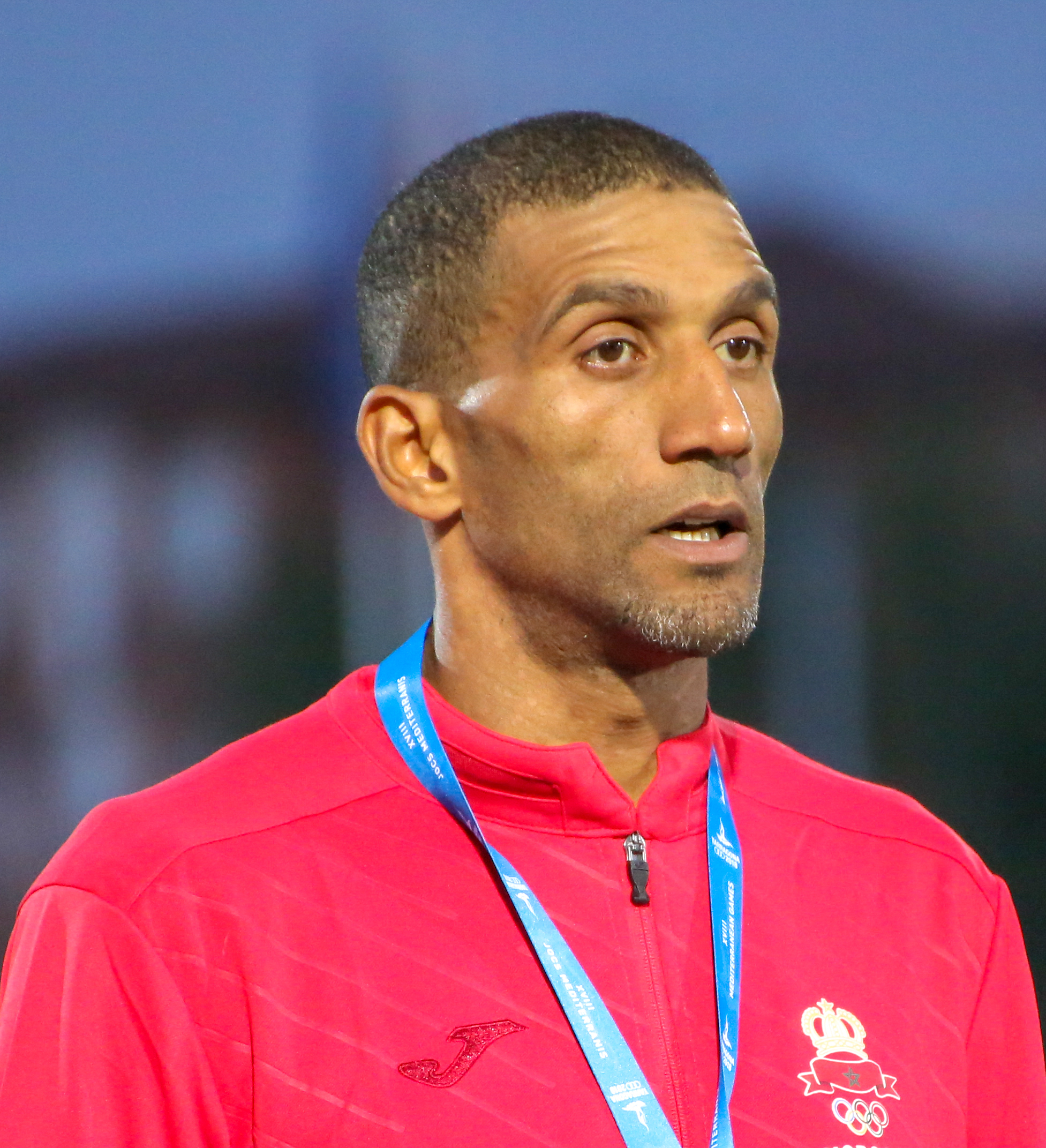
Yahya Berrabah – ausgeschieden mit 7,88 m

Weitere in Qualifikationsgruppe A ausgeschiedene Weitspringer:

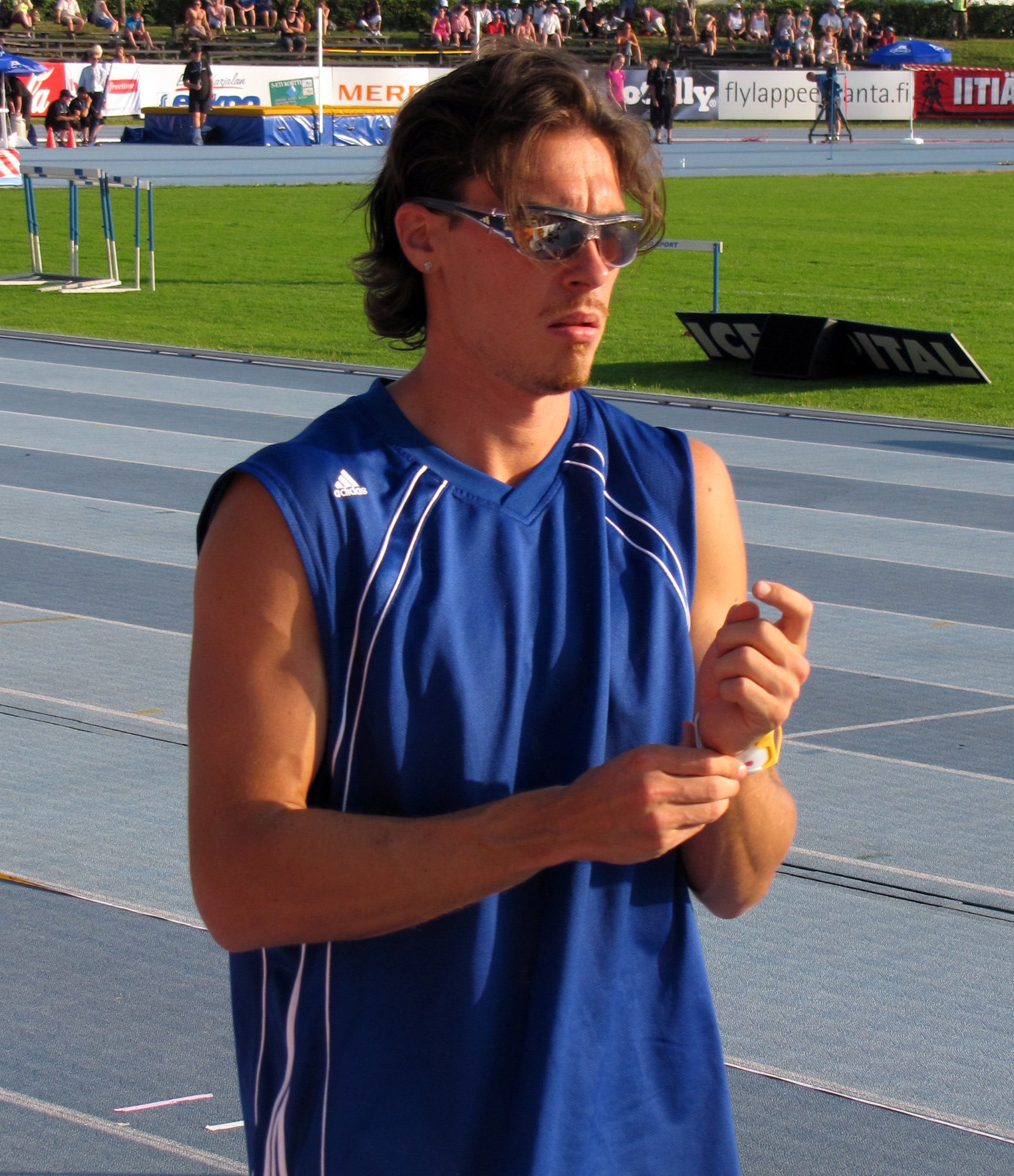
Tommi Evilä – 7,88 m
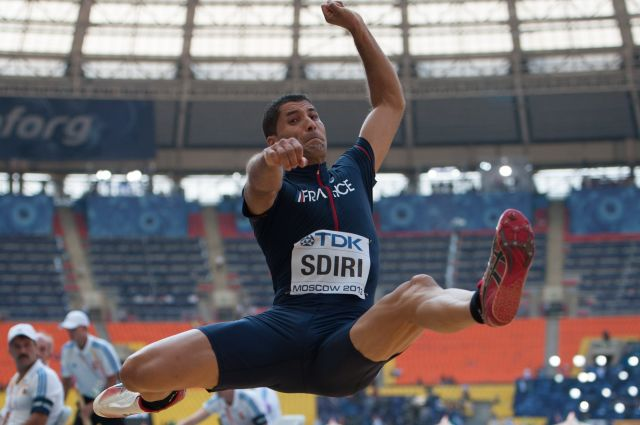
Salim Sdiri – 7,81 m
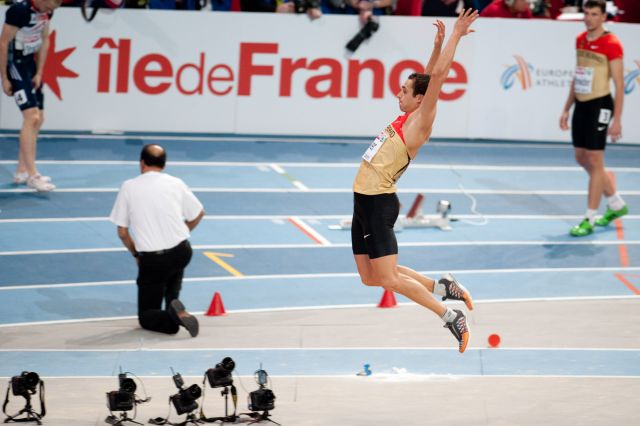
Sebastian Bayer – 7,77 m
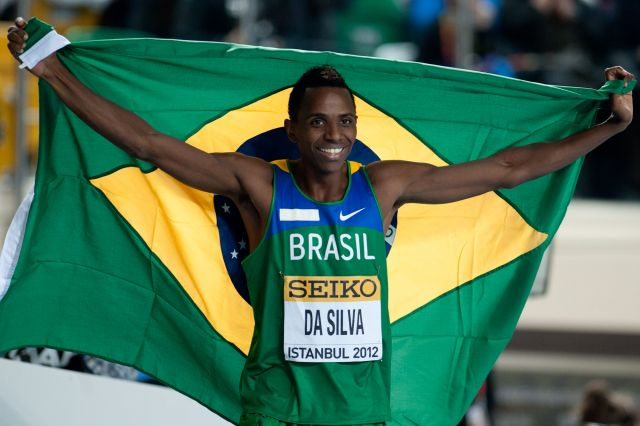
Mauro Vinícius da Silva – 7,75 m
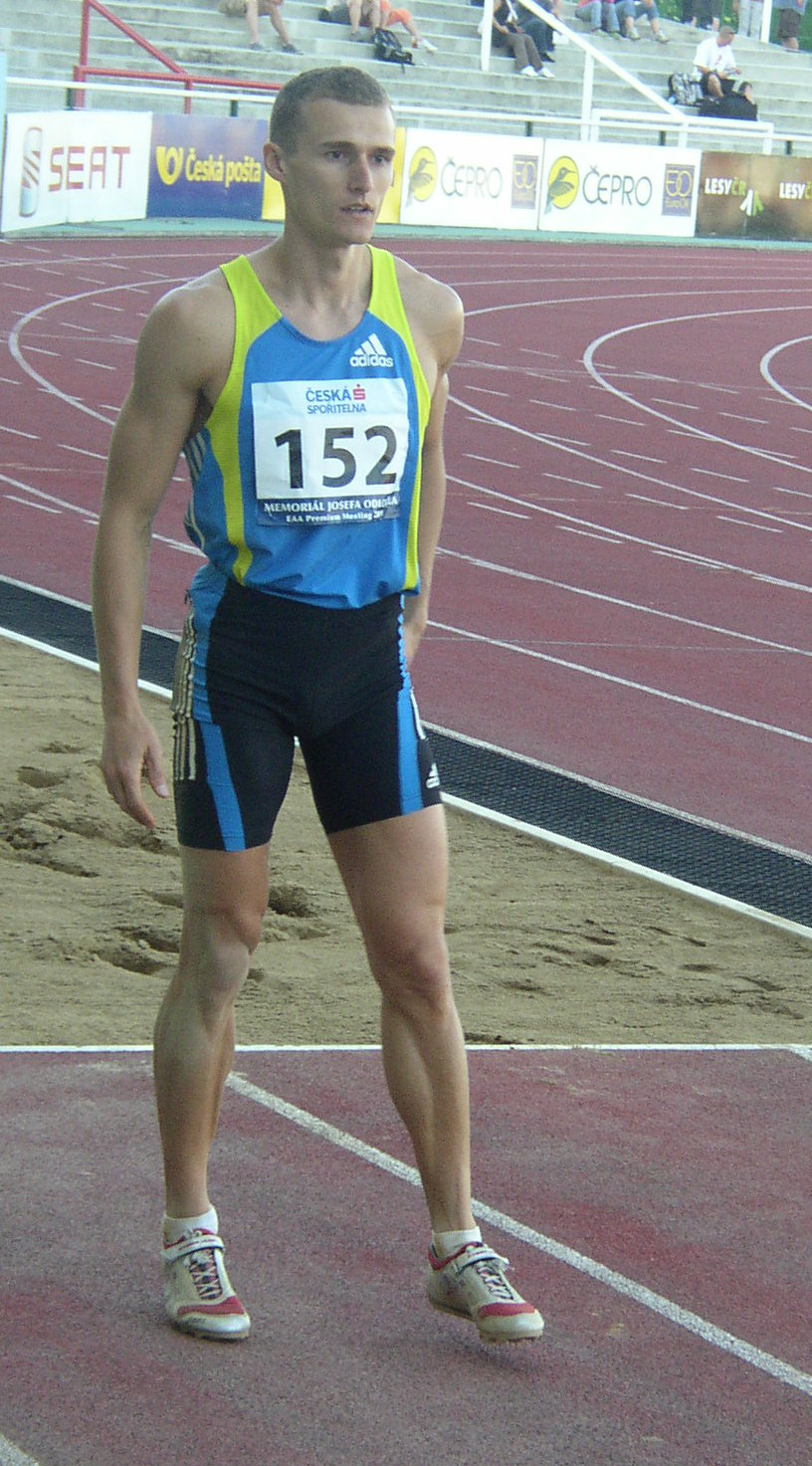
Marcin Starzak – 7,62 m

### Gruppe B
| Platz | Name                        | Nation                    | 1. Versuch Wind (m/s) | 2. Versuch Wind (m/s) | 3. Versuch Wind (m/s) | Resultat | Anmerkung                 |
| 1     | Ngonidzashe Makusha         | Simbabwe                  | 8,14 / ±0,0           | 7,94 / ±0,0           | –                     | 8,14     |                           |
| 2     | Ndiss Kaba Badji            | Senegal                   | 7,65 / −0,1           | 7,79 / −0,1           | 8,07 / −0,5           | 8,07     |                           |
| 3     | Irving Saladino             | Panama                    | x                     | x                     | 8,01 / +0,2           | 8,01     |                           |
| 4     | Roman Novotný               | Tschechien                | 7,75 / +0,3           | 7,81 / −0,1           | 7,94 / −0,2           | 7,94     |                           |
| 5     | Mohamed Salman al-Khuwalidi | Saudi-Arabien 7,93 / −0,1 |                       | x                     | x                     | 7,93     |                           |
| 6     | Tyrone Smith                | Bermuda                   | 6,95 / +0,1           | 7,63 / −0,6           | 7,91 / −0,1           | 7,91     |                           |
| 7     | Fabrice Lapierre            | Australien                | 7,90 / +0,1           | x                     | x                     | 7,90     |                           |
| 8     | Trevell Quinley             | USA                       | x                     | x                     | 7,87 / −0,2           | 7,87     |                           |
| 9     | Andrew Howe                 | Italien                   | 7,73 / +0,1           | 7,81 / −0,2           | x                     | 7,81     |                           |
| 10    | Brian Johnson               | USA                       | x                     | 7,79 / −0,1           | x                     | 7,79     |                           |
| 11    | Andrii Makarchev            | Ukraine                   | 7,77 / +0,3           | x                     | x                     | 7,77     |                           |
| 12    | Christopher Tomlinson       | Großbritannien            | 7,52 / +0,4           | 7,62 / ±0,0           | 7,70 / +0,2           | 7,70     |                           |
| 13    | Tarik Bouguetaïb            | Marokko                   | 7,69 / −0,1           | x                     | x                     | 7,69     |                           |
| 14    | Herbert McGregor            | Jamaika                   | 7,64 / ±0,0           | 7,46 / +0,3           | 7,36 / ±0,0           | 7,64     |                           |
| 15    | Louis Tristán               | Peru                      | 7,58 / +0,1           | 7,62 / +0,3           | x                     | 7,62     |                           |
| 16    | Julien Fivaz                | Schweiz                   | 7,53 / ±0,0           | x                     | x                     | 7,53     |                           |
| 17    | Miguel Pate                 | USA                       | x                     | 7,34 / +0,4           | x                     | 7,34     |                           |
| NM    | Zhou Can                    | Volksrepublik China       | x                     | x                     | x                     | ogV      |                           |
| DOP   | Wilfredo Martínez           | Kuba                      | 7,92 / +0,4           | 7,80 / +0,4           | 8,07 / +0,1           | 8,07     | für das Finale zugelassen |
| DNS   | Arnaud Casquette            | Mauritius                 |                       |                       |                       |          |                           |

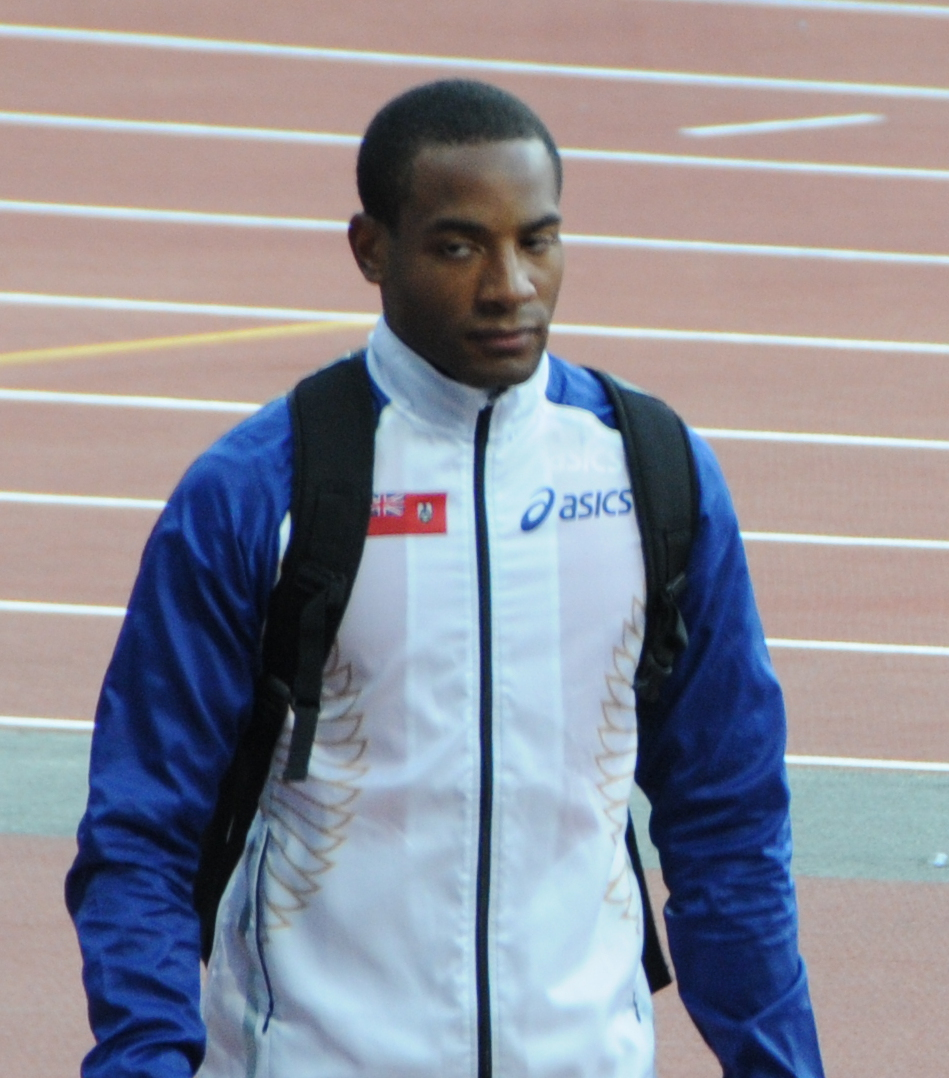
Tyrone Smith – ausgeschieden mit 7,91 m

Weitere in Qualifikationsgruppe  ausgeschiedene Weitspringer:

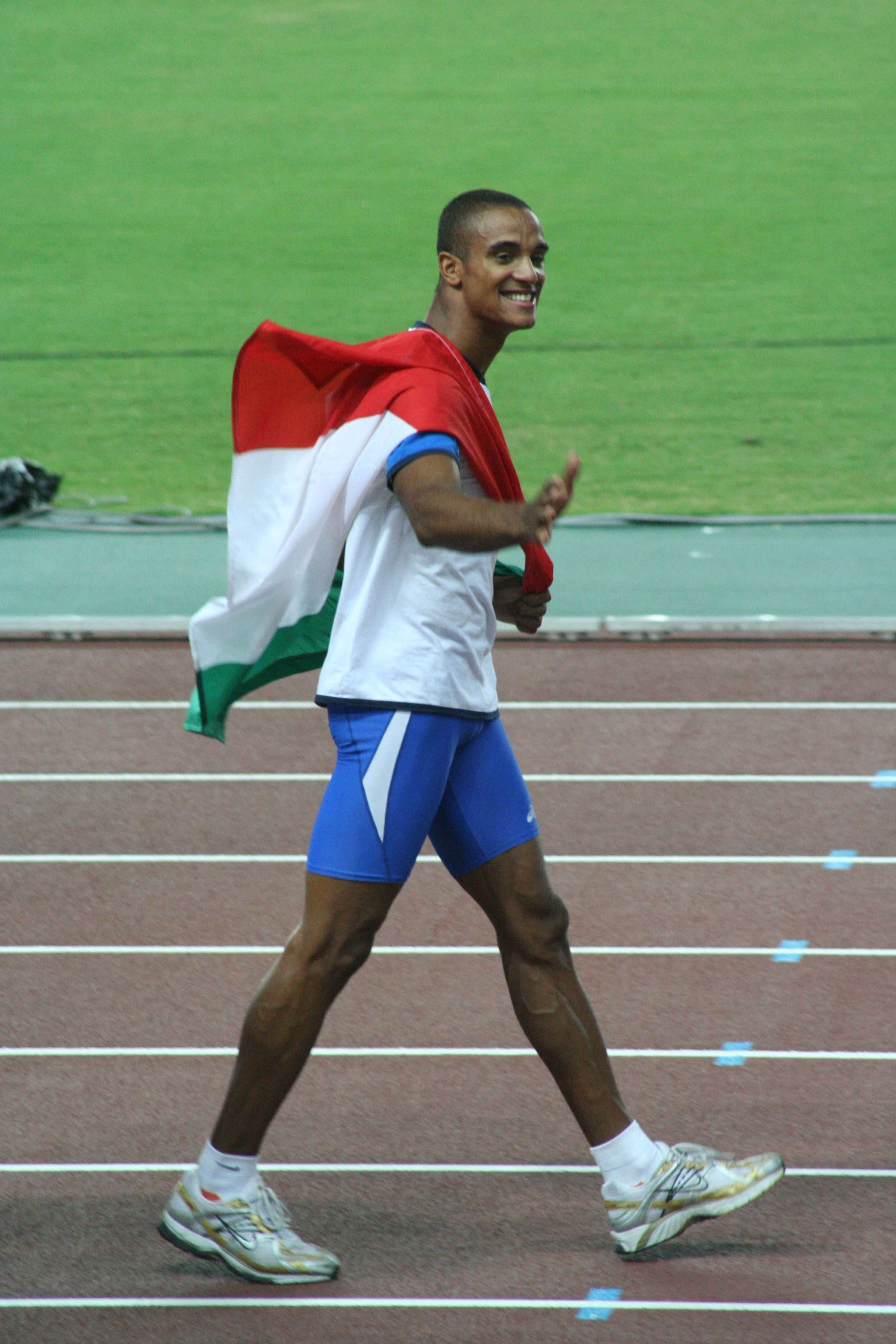
Andrew Howe – 7,81 m
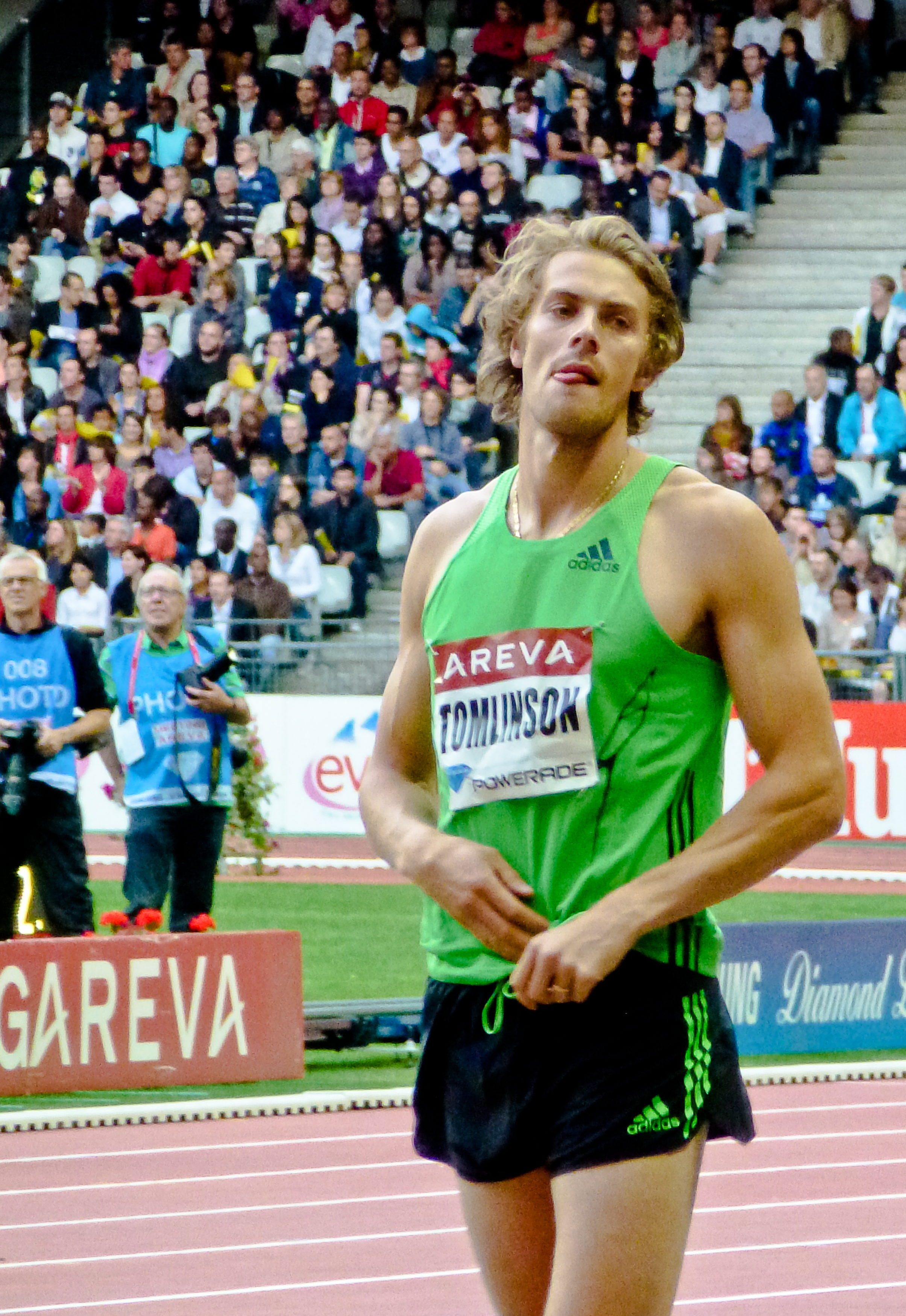
Christopher Tomlinson – 7,70 m

## Finale

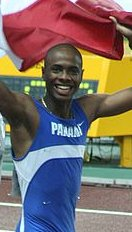
Olympiasieger wurde der amtierende Weltmeister Irving Saladino

18. August 2008, 20:10 Uhr
| Platz | Name                   | Nation         | 1. Versuch Wind (m/s) | 2. Versuch Wind (m/s) | 3. Versuch Wind (m/s) | 4. Versuch Wind (m/s)                           | 5. Versuch Wind (m/s)                           | 6. Versuch Wind (m/s)                           | Resultat |
| 1     | Irving Saladino        | Panama         | x                     | 8,17 / −0,1           | 8,24 / +0,1           | 8,34 / −0,3                                     | x                                               | x                                               | 8,34     |
| 2     | Godfrey Khotso Mokoena | Südafrika      | 7,86 / +0,1           | x                     | 8,02 / +0,2           | 8,24 / ±0,0                                     | x                                               | x                                               | 8,24     |
| 3     | Ibrahim Camejo         | Kuba           | 7,94 / +0,1           | 8,09 / −0,2           | 8,08 / −0,1           | 7,88 / +0,4                                     | 7,93 / −0,2                                     | 8,20 / +0,2                                     | 8,20     |
| 4     | Ngonidzashe Makusha    | Simbabwe       | 8,19 / +0,6           | 8,06 / +0,3           | 8,05 / −0,4           | 8,10 / +0,1                                     | 8,05 / −0,1                                     | 6,48 / −0,3                                     | 8,19     |
| 5     | Ndiss Kaba Badji       | Senegal        | 8,03 / +0,6           | x                     | 8,02 / +1,0           | 8,16 / +0,2                                     | 8,03 / −0,1                                     | 7,92 / −0,4                                     | 8,16     |
| 6     | Luis Felipe Méliz      | Spanien        | x                     | 8,02 / −0,2           | x                     | x                                               | 7,96 / −0,4                                     | 8,07 / −0,1                                     | 8,07     |
| 7     | Roman Novotný          | Tschechien     | 7,87 / +0,1           | 7,75 / −0,1           | 8,00 / −0,3           | x                                               | 7,82 / +0,2                                     | 7,94 / −0,1                                     | 8,00     |
|       |                        |                |                       |                       |                       |                                                 |                                                 |                                                 |          |
| 8     | Gable Garenamotse      | Botswana       | x                     | 7,85 / +0,1           | –                     | eigentlich zu drei weiteren Sprüngen berechtigt | eigentlich zu drei weiteren Sprüngen berechtigt | eigentlich zu drei weiteren Sprüngen berechtigt | 7,85     |
| 9     | Greg Rutherford        | Großbritannien | x                     | 5,20 / −0,3           | 7,84 / −0,4           | nicht im Finale der besten acht Springer        | nicht im Finale der besten acht Springer        | nicht im Finale der besten acht Springer        | 7,84     |
| 10    | Hussein al-Sabee       | Saudi-Arabien  | 7,80 / ±0,0           | x                     | x                     | nicht im Finale der besten acht Springer        | nicht im Finale der besten acht Springer        | nicht im Finale der besten acht Springer        | 7,80     |
| NM    | Louis Tsatoumas        | Griechenland   | x                     | x                     | x                     | nicht im Finale der besten acht Springer        | nicht im Finale der besten acht Springer        | nicht im Finale der besten acht Springer        | ogV      |
| DOP   | Wilfredo Martínez      | Kuba           | 7,60 / ±0,0           | 7,90 / −0,1           | x                     | 8,04 / ±0,0                                     | x                                               | 8,19 / −0,4                                     | 8,19     |

Für das Finale hatten sich zwölf Athleten qualifiziert, drei von ihnen über die Qualifikationsweite, weitere neun über ihre Platzierungen. Vertreten waren zwei Kubaner sowie je ein Teilnehmer aus Botswana, Griechenland, Großbritannien, Panama, Saudi-Arabien, Senegal, Simbabwe, Spanien, Südafrika und Tschechien.
Zum Favoritenkreis für diesen Wettbewerb gehörten vor allem der amtierende Weltmeister Irving Saladino aus Panama sowie der italienische Vizeweltmeister und Europameister Andrew Howe. Weitere Medaillenkandidaten waren Vizeeuropameister Greg Rutherford aus Großbritannien, der südafrikanische WM-Fünfte Godfrey Khotso Mokoena sowie eventuell auch der spanische Olympiadritte von 2004 und WM-Vierte von 2005 Joan Lino Martínez. Nach seinen starken 8,27 m als Bester der Qualifikation war auch der Grieche Louis Tsatoumas zu beachten. Allerdings war Howe bereits in der Qualifikation ausgeschieden.
Im Finale gab es keinen überragenden Athleten, wie das in der Vergangenheit mit dem US-Amerikaner Carl Lewis oder dem Kubaner Iván Pedroso der Fall gewesen war. Auch die erzielten Weiten lagen deutlich unter den Leistungen, die es bei früheren Olympischen Spielen oder Weltmeisterschaften schon gegeben hatte. Aber diese Konkurrenz war spannend bis zum letzten Sprung.
Im ersten Durchgang gab es nur zwei Versuche jenseits der acht Meter. Ngonidzashe Makusha aus Simbabwe führte mit 8,19 m vor dem Senegalesen Ndiss Kaba Badji mit 8,03 m. In Runde zwei setzte sich Saladino mit 8,17 m auf den zweiten Rang, der Kubaner Ibrahim Camejo war mit 8,09 m nun Dritter vor Badji. Platz fünf belegte Mokoena, dem 8,02 m gelangen. Mit seinem dritten Sprung auf 8,21 m eroberte Weltmeister Saladino die Spitze, der Spanier Luis Felipe Méliz und auch Mokoena erzielten 8,02 m, auf den ersten sechs Plätzen ging es sehr eng zu.
Als es mit den letzten drei Durchgängen ins Finale der besten acht ging, war Tsatoumas, Bester der Qualifikation, ohne gültigen Versuch ausgeschieden. Saladino verbesserte sich auf 8,34 m. Mokoena gelangen 8,24 m, womit er jetzt Zweiter war. Dahinter lag weiterhin Makusha mit seinen 8,19 m auf Rang drei vor Badji, der nun 8,16 m sprang. Das war auch der Stand vor der abschließenden Runde sechs. Dort erzielte Camejo 8,20 m und war damit einen Zentimeter besser als der bisher drittplatzierte Makusha. Der Kubaner Wilfredo Martínez sprang 8,19 m – dieselbe Weite, die auch Makusha zu Buche stehen hatte.
Olympiasieger wurde Irving Saladino mit 8,34 m vor Godfrey Khotso Mokoena mit 8,24 m. Ganz eng war es auf den nächsten Plätzen: Ibrahim Camejo gewann Bronze mit 8,20 m, Rang vier ging an Ngonidzashe Makusha, Fünfter wurde Wilfredo Martínez. Beide hatten 8,19 m erzielt, aber Makusha hatte den weiteren zweitbesten Sprung. Ndiss Kaba Badji kam mit seinen 8,16 m aus Durchgang vier auf den sechsten Platz.
Mit seinem Olympiasieg errang Irving Saladino gleichzeitig die ersten Goldmedaille in der Leichtathletik für Panama.

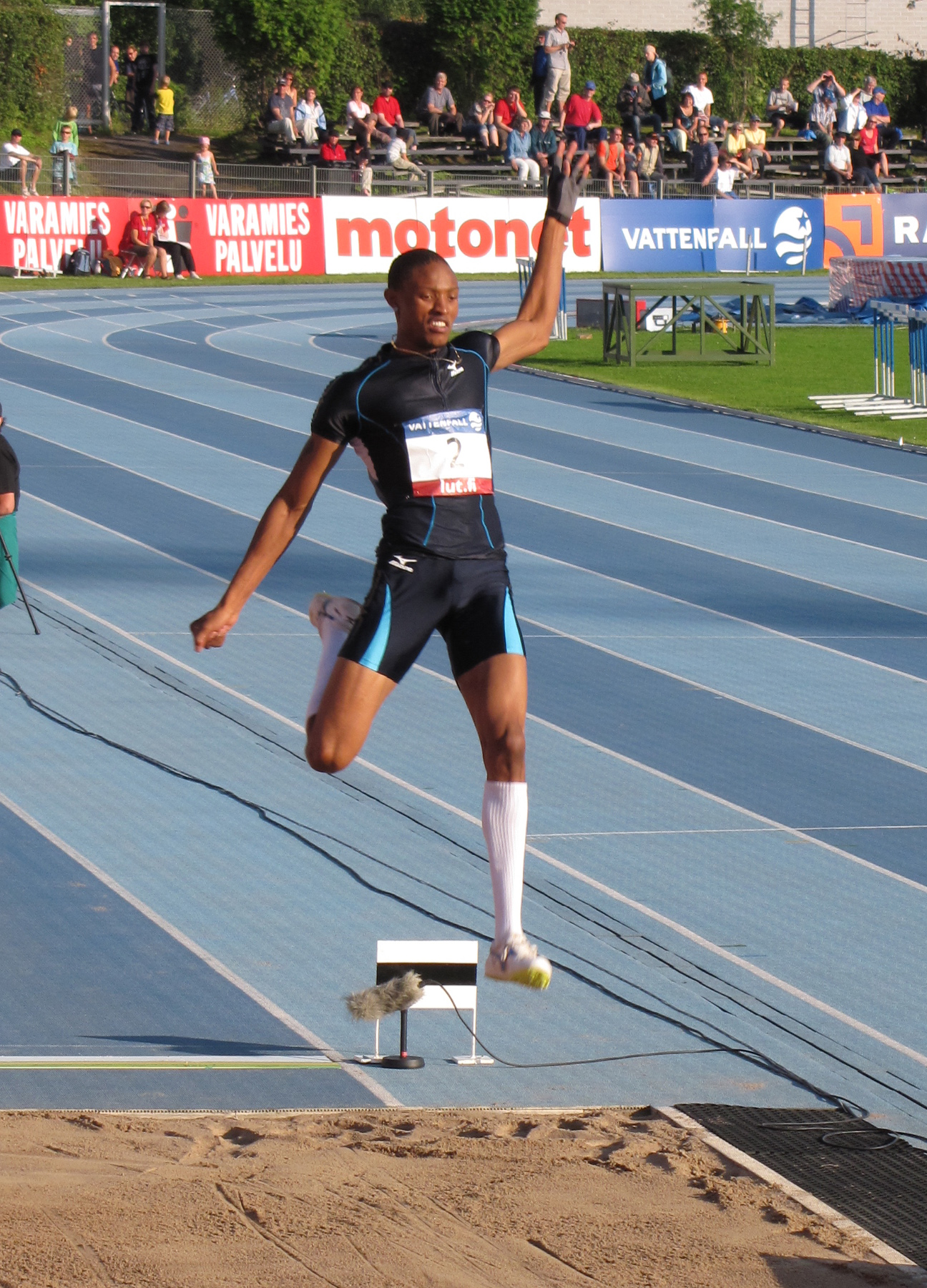
Silbermedaillengewinner Godfrey Khotso Mokoena
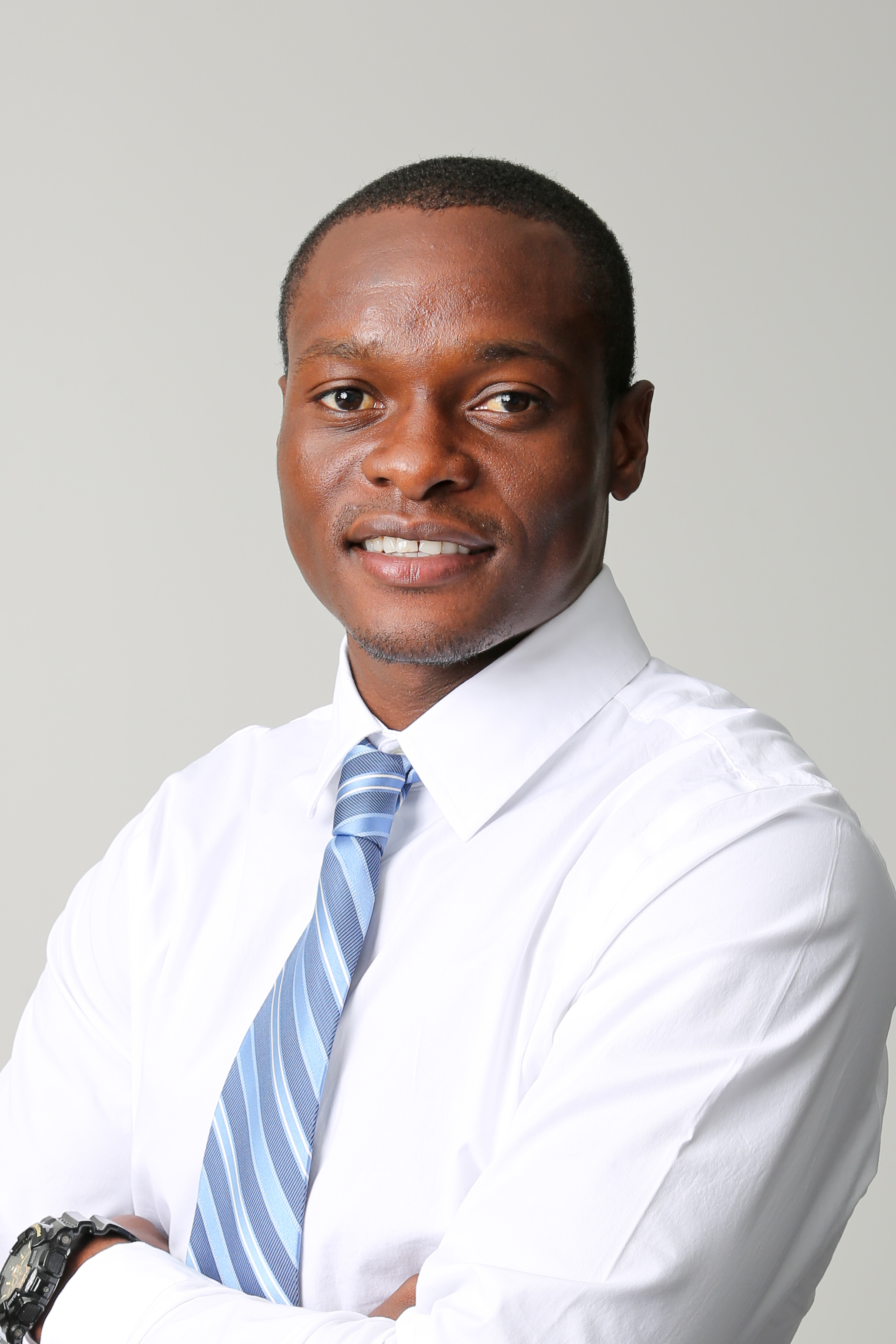
Rang vier für Ngonidzashe Makusha (Foto: 2017)
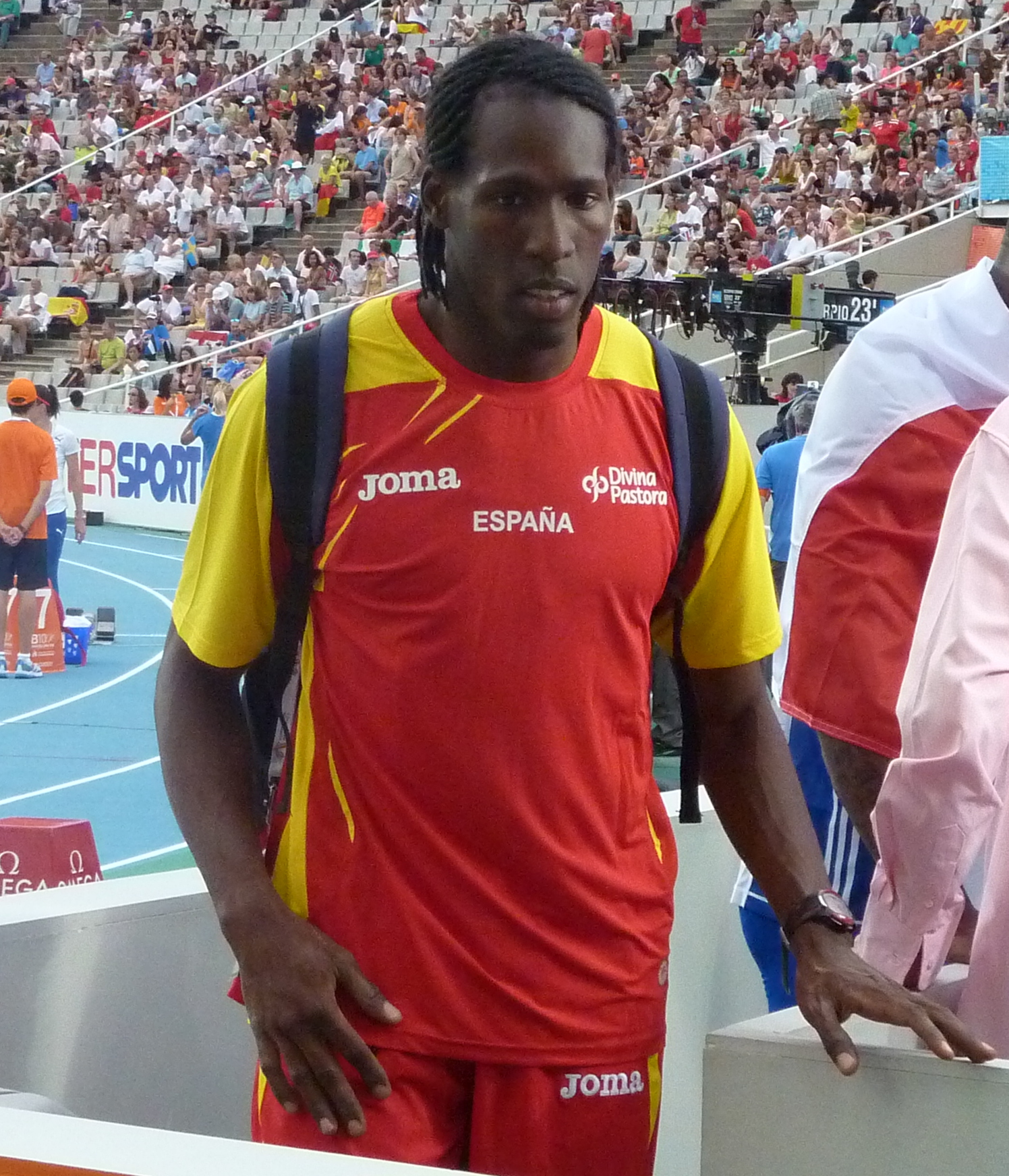
Luis Felipe Méliz belegte Rang sieben
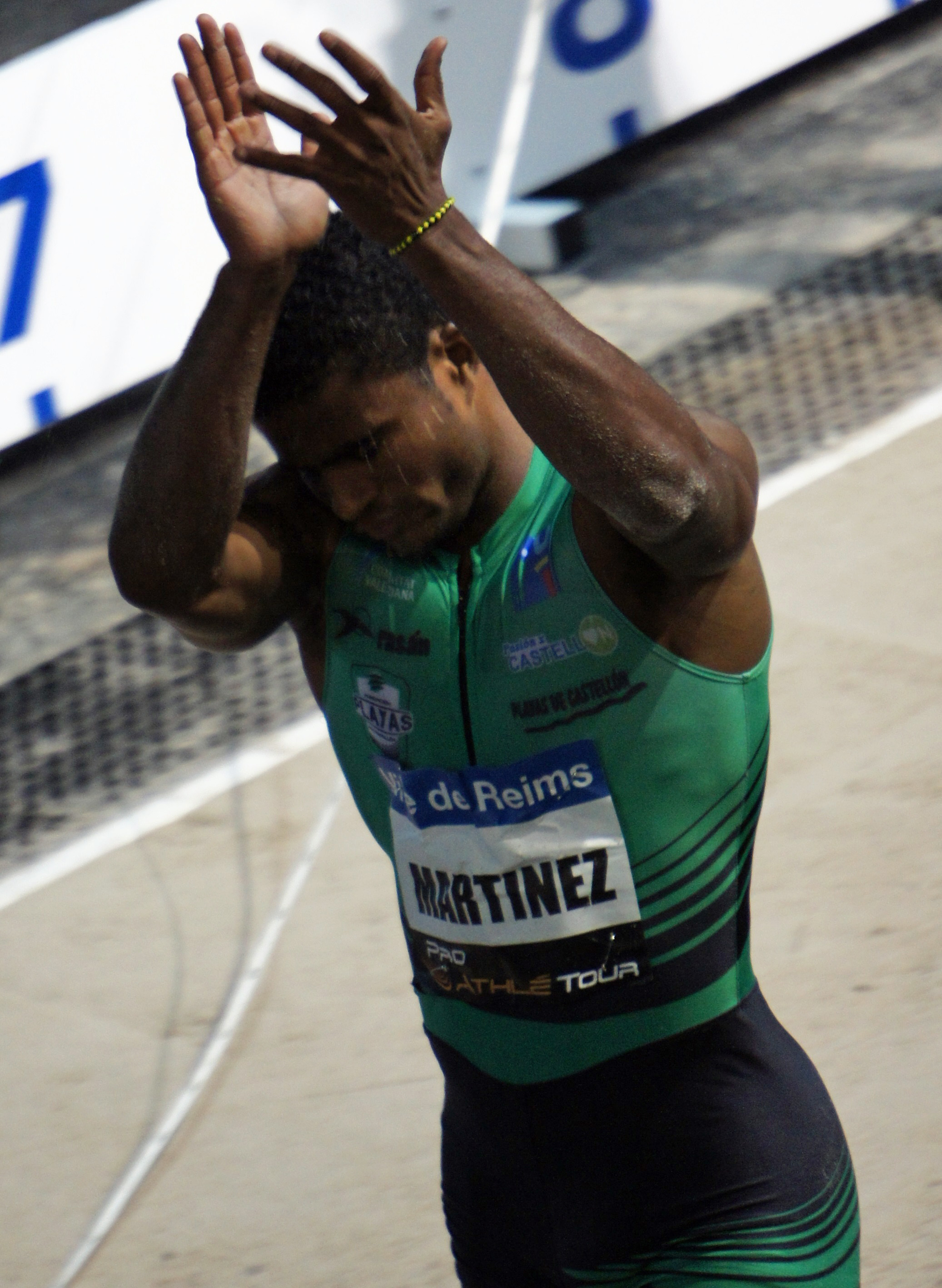
Ndiss Kaba Badji erreichte Platz sechs
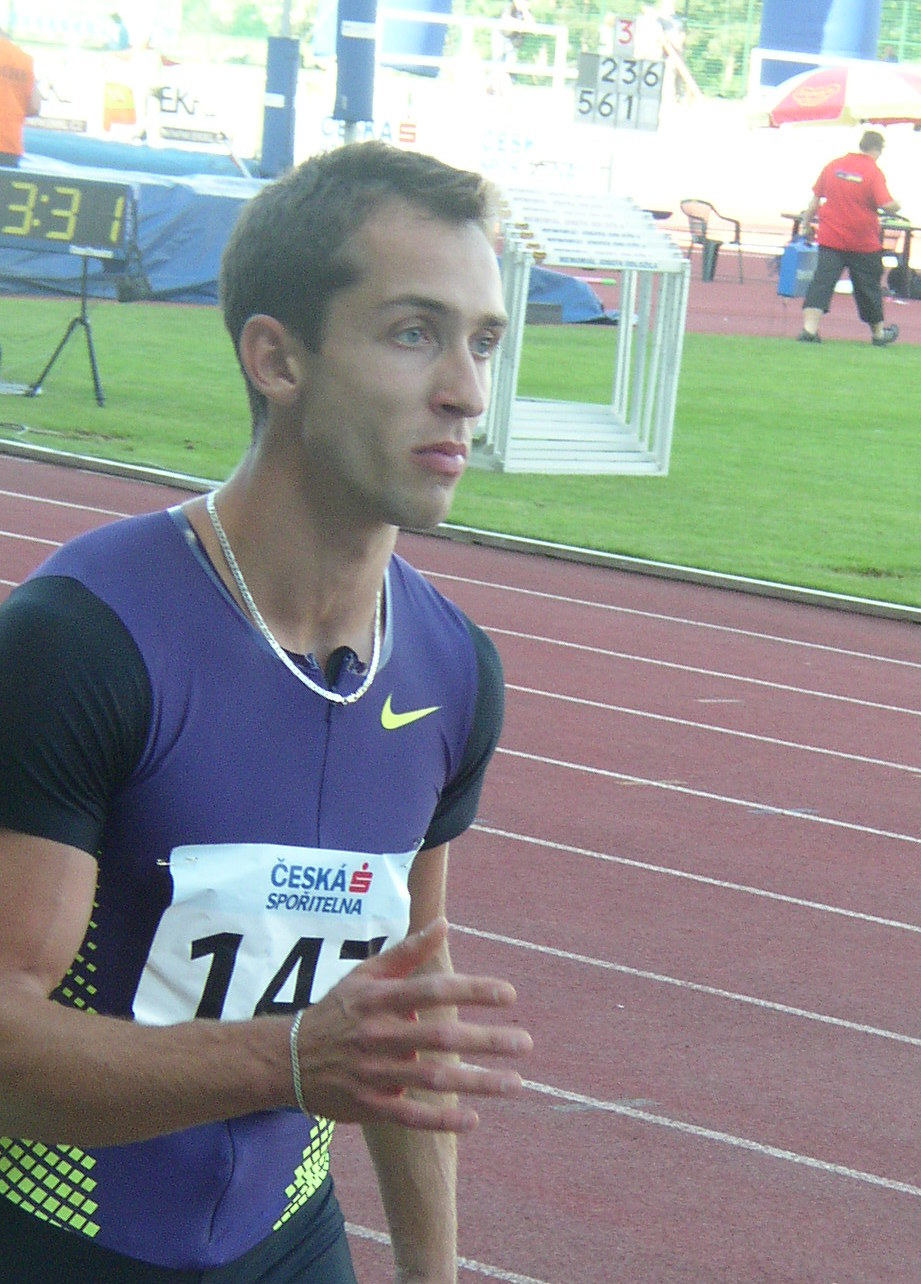
Roman Novotný kam auf den neunten Platz
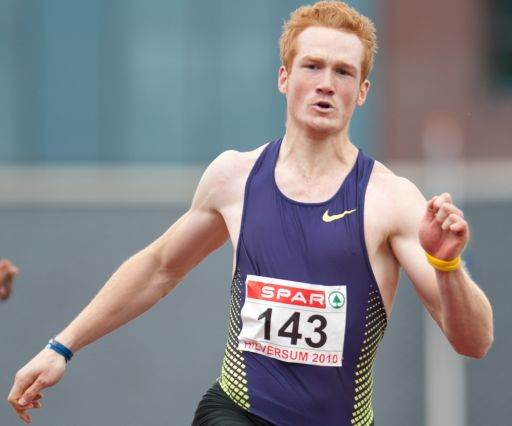
Greg Rutherford wurde Zehnter
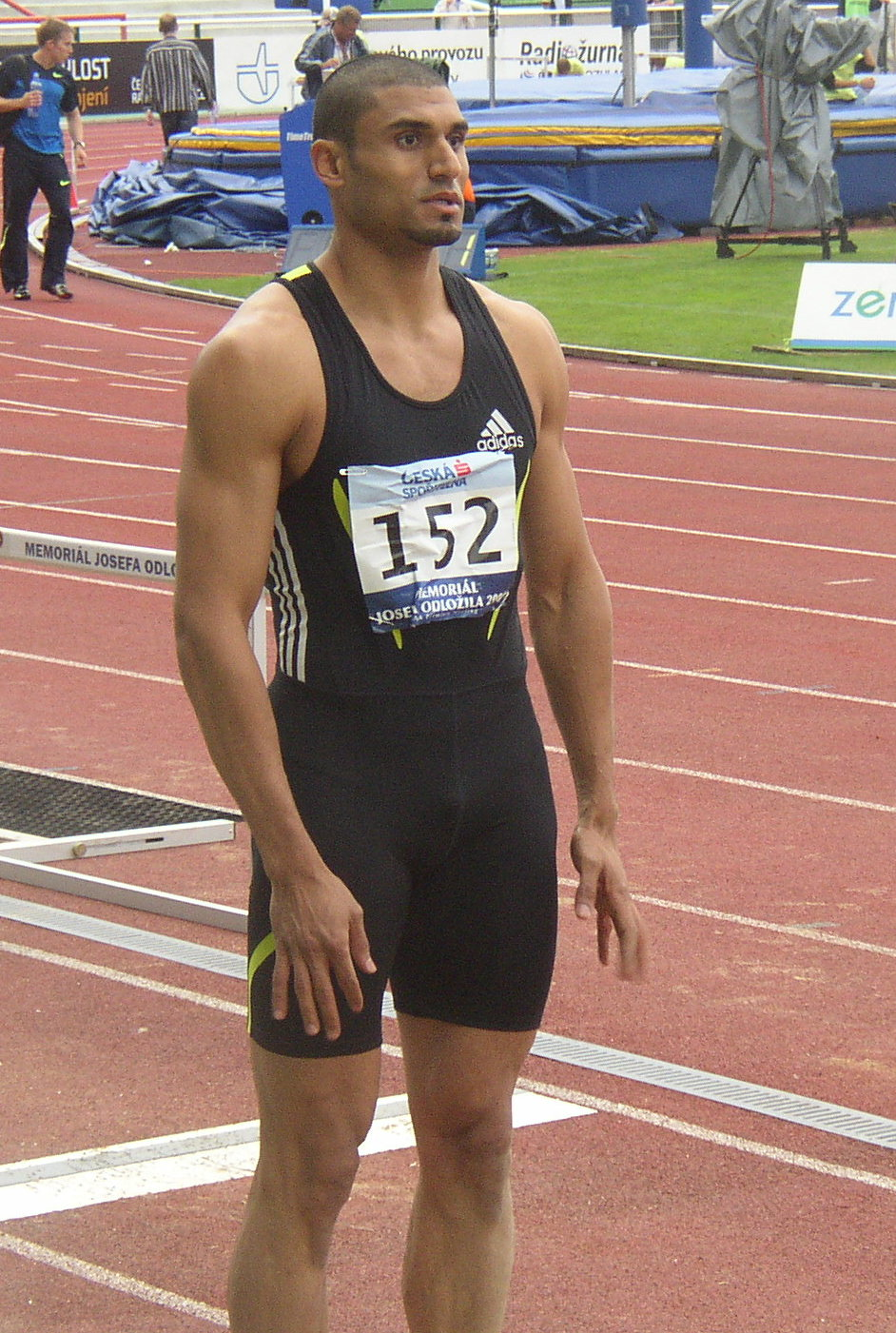
Der Olympiaelfte Hussein Al-Sabee
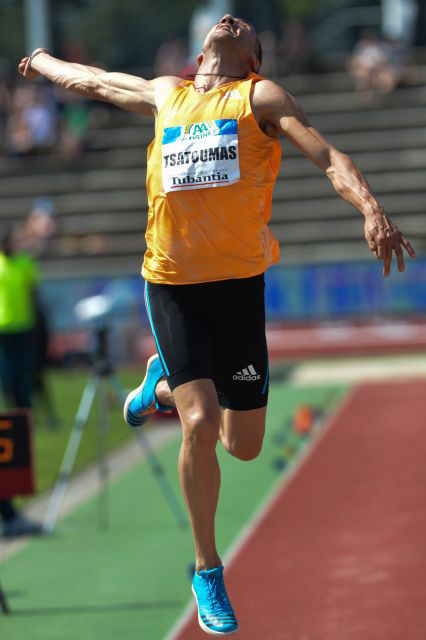
Louis Tsatoumas gelang im Finale kein gültiger Sprung

## Video
- Athletics - Men's Long Jump Final - Beijing 2008 Summer Olympic Games, youtube.com, abgerufen am 9. März 2022